# Emiel Rutgers
Emiel Rutgers (Roermond, 11 juli 1955) is een Nederlands chirurg. Hij is sinds 2006 bijzonder hoogleraar chirurgische oncologie aan de Universiteit van Amsterdam. 

## Leven
Na zijn lagere school volgde de HBS-B aan het St. Bonifatiuscollege in Utrecht (1967-1973). Van 1973 tot 1980 studeerde hij geneeskunde aan de Rijksuniversiteit Utrecht. Aansluitend volgende de opleiding tot chirurg in het Sint Josephziekenhuis in Eindhoven/Veldhoven. In 1986 promoveerde hij aan de Universiteit van Amsterdam met Nacontrole op borstkanker.
Het jaar daarop ging hij aan de slag in de functie van chirurg-oncoloog in het Antoni van Leeuwenhoekziekenhuis (AvL), waarbij hij in de periode 2006-2018 het hoofd was van de afdeling Heelkunde. Hij combineerde dit dus met de functie hoogleraar. Rutgers zette in het ziekenhuis de polikliniek "Familiale tumoren" op en verzorgde meer dan 600 publicaties op zijn vakgebied.

## Onderscheidingen
Tijdens zijn loopbaan ontving hij de volgende onderscheidingen:
- Life time achiefment award European Cancer Organisation (2017)
- Life time achievement award European Society Surgeical Oncology (2019)
- op 5 november 2021 werd hij benoemd tot ridder in de Orde van de Nederlandse Leeuw.
- mei 2023 ontving hij de gouden legpenning van de Nederlandse Vereniging voor Heelkunde

Emiel Rutgers is getrouwd met Karin Gaillard.